# Кобиля-Мейська
Кобиля-Мейська (пол. Kobyla Miejska) — село в Польщі, у гміні Шадек Здунськовольського повіту Лодзинського воєводства.
Населення — 65 осіб (2011).
У 1975-1998 роках село належало до Серадзького воєводства.

## Демографія
Демографічна структура станом на 31 березня 2011 року:
|          | Загалом | Допрацездатний вік | Працездатний вік | Постпрацездатний вік |
| -------- | ------- | ------------------ | ---------------- | -------------------- |
| Чоловіки | 34      | 8                  | 21               | 5                    |
| Жінки    | 31      | 6                  | 16               | 9                    |
| Разом    | 65      | 14                 | 37               | 14                   |